# Diogo Vasconcelos e Sá
Diogo Vasconcelos (Lisboa, Campo Grande, 6 de Fevereiro de 1958) é um actor português. Por vezes é creditado como Diogo Vasconcelos e Sá.

## Trabalhos em Televisão
- Os Putos (1978)
- Retalhos da Vida de um Médico (1980)
- Sabadabadu (1981)
- Vila Faia (1982)
- O Incendiário (1982)
- Origens (1984)
- Ritual dos Pequenos Vampiros (1984)
- Pontoe Vírgula (1984)
- Duarte & C.a (1985-1987)
- A Relíquia (1987)
- A Última Viagem (1988)
- A Menina Alice e o Inspector (1989)
- A Morgadinha dos Canaviais (1990)
- A Grande Mentira (1990)
- Quem Manda Sou Eu (1990)
- Alentejo Sem Lei (1990)
- Euronico (1990)
- Claxon (1991)
- A Árvore (1991)
- Um Crime Perfeito (1992)
- Crónica do Tempo (1992)
- Passa por Mim no Rossio (1992)
- Uma Mulher Livre (1992)
- Cinzas (1992-1993)
- A Banqueira do Povo (1993)
- Sozinhos em Casa (1993-1994)
- Verão Quente (1994)
- Desencontros (1994-1995)
- Tordesilhas - O Sonho do Rei (1995)
- Conte Comigo (1995)
- Isto é o Agildo (1995)
- Roseira Brava (1996)
- Vidas de Sal (1996)
- Camilo & Filho Lda. (1996)
- Os Malucos do Riso (1996-2000)
- Não Há Duas Sem Três (1997)
- Filhos do Vento (1997)
- A Maluquinha dos Arroios (1997)
- A Rapariga de Varsóvia (1997)
- Riscos (1998)
- A Grande Aposta (1998)
- Solteiros (1998)
- Terra Mãe (1998)
- Polícias à Solta (1998)
- Ballet Rose - Vidas Proibidas (1998)
- Jornalistas(1999)
- Médico de Família (1999)
- Todo o Tempo do Mundo (1999)
- Cruzamentos (1999)
- A Loja de Camilo (2000)
- No Fotógrafo (2000)
- Crianças SOS (2000)
- Ajuste de Contas (2000)
- Residencial Tejo (2000)
- Super Pai (2000)
- Alves dos Reis (2000)
- Mustang (2000)
- Querido Professor (2001)
- Segredo de Justiça (2001)
- Bastidores 2001)
- Ganância (2001)
- O Crime... (2001)
- O Processo dos Távoras (2001)
- Camilo, O Pendura (2002)
- Gente Feliz com Lágrimas (2002)
- Anjo Selvagem (2002)
- Fúria de Viver (2002)
- O Último Beijo (2002-2003)
- O Teu Olhar (2003)
- Morangos Com Açúcar (2003)
- O Jogo (2004)
- Ana e os Sete (2004)
- Queridas Feras (2004)
- Eu Ligo-te (2005)
- João Semana (2005)
- Inspector Max (2005)
- Ninguém Como Tu (2005)
- Tempo de Viver (2006)
- Fascínios (2007)
- Deixa-me Amar (2007)

## Vida pessoal
Nascido Diogo Teixeira de Vasconcelos e Sá, segundo de três filhos e duas filhas de José Augusto de Matos Fernandes de Vasconcelos e Sá e de sua mulher Maria José Furtado Teixeira. O seu pai era neto paterno de Luís Augusto de Vasconcelos e Sá, filho do 1.º Barão de Albufeira e tio paterno do 1.º Visconde de Silvares, e de sua mulher María José Gómez y Algerioz, Espanhola.